# Heinrich Schlief
Heinrich Schlief (* 7. Januar 1894 in Soest; † 13. Juli 1971 ebenda) war Künstler des westfälischen Expressionismus.

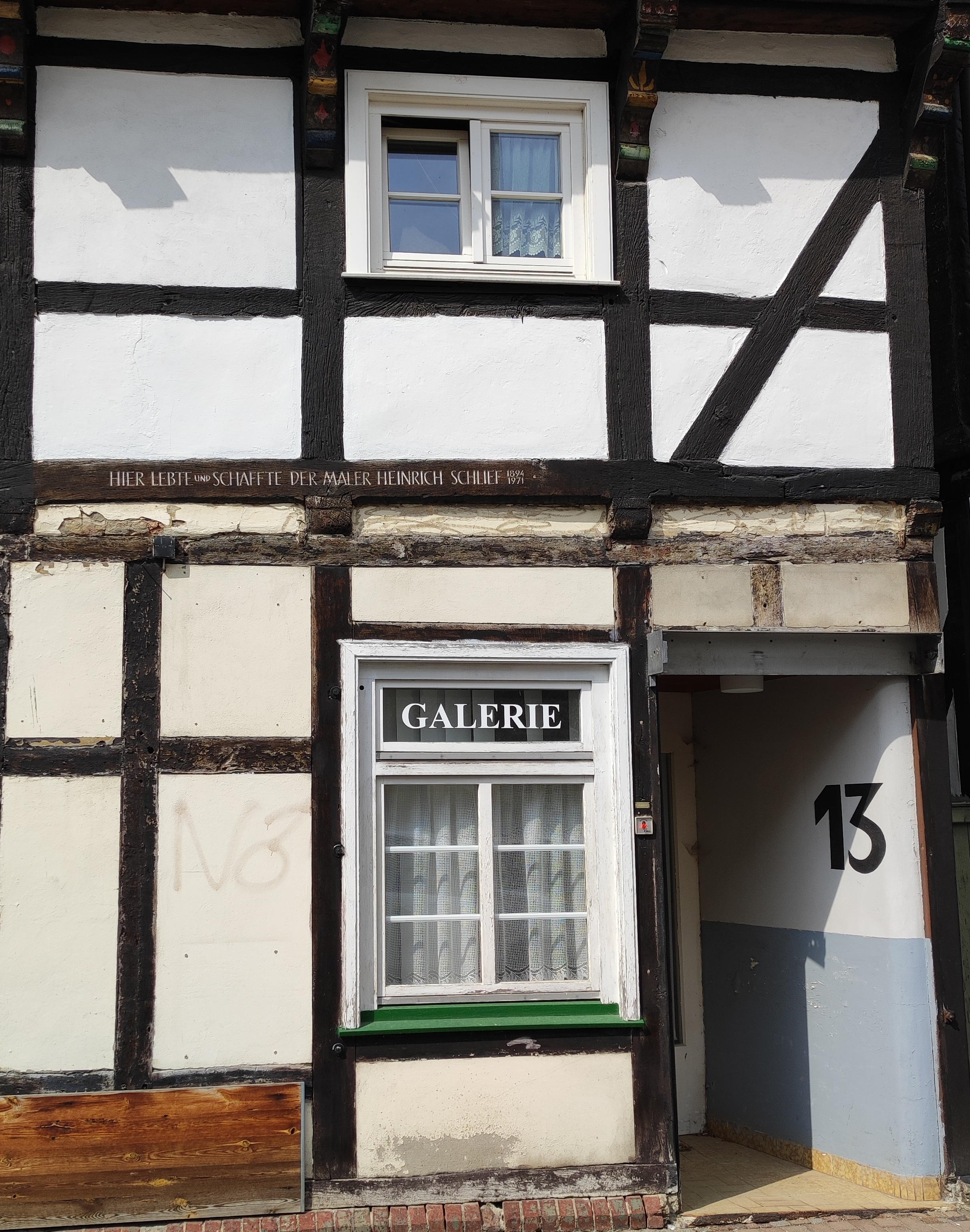
Wohnhaus in Soest: Hier lebte und schaffte der Maler Heinrich Schlief 1894 1971

## Leben
Schlief wurde 1894 in der westfälischen Hansestadt Soest geboren. Sein Vater ist der Fuhrunternehmer Mathias Schlief, sein Cousin der lokal bekannte Schmied Bernhard Schlief. Als Kind wollte er ursprünglich Lehrer werden, wurde von seinem Volksschullehrer aber in den technischen Bereich gelenkt, sodass er am staatlichen Hochbauamt sowie am Kulturamt in Soest arbeitete.
In den Folgejahren entwickelte sich bei ihm das Interesse zur Malerei. Als er 1907 Christian Rohlfs sah und 1909 den Soester Expressionisten Wilhelm Morgner kennenlernte, entschied er sich endgültig, Maler zu werden.
Während des Ersten Weltkriegs war er als Divisionsmaler und Pressezeichner für die Divisionszeitung 236 an der Westfront eingesetzt. Ein erstes Publikum fand er 1924 zum 1300. Geburtstag der Stadt Soest, als er eine Sonderausstellung mit 100 Bildern ausrichten durfte. Im Dritten Reich wurden zwei seiner Bilder als entartet klassifiziert. Erst nach dem Zweiten Weltkrieg konnte er der Malerei wieder öffentlich nachgehen und wurde in die Leitung des westdeutschen Künstlerbunds aufgenommen.
Er lebte und arbeitete in der Ostenhofenstraße 13 in Soest.

## Stil
Schlief nutzte gern verschiedene Untergründe wie Papier, Pergamin, Hartfaser oder Malpappe und kombinierte diese mit unterschiedlichen Malmitteln wie Kreide, Wasserfarben und auch Ölfarbe, um besondere optische Effekte zu erreichen.
Er malte vorwiegend Landschaftsdarstellungen mit Motiven aus der Soester Börde und dem Sauerland. Weiterhin erschuf er auch Gemälde aus dem asiatischen Kulturkreis. Schlief signierte viele Bilder mit seinem Tierkreiszeichen, dem Steinbock.
Typisch für seine Werke ist eine klare und kontraststarke Farbgebung.

## Kontroverse
Um das Werk Schliefs und seine Datierung gibt es eine Kontroverse. Der Soester Hans Jürgen Hoeck setzt die Entstehung vieler Werke Schliefs wesentlich später an, als sie in den meisten Ausstellungen datiert werden.

## Ausstellungen

### Einzelausstellungen
- 1924: Sonderschau mit über 100 Werken, Soest
- 1958: Atelierausstellung Heinrich Schlief Osthofestraße, Soest
- 1959: Retrospektive im Kunstpavillon der Stadt Soest
- 1959: Kunstkabinett am Hauptbahnhof Gelsenkirchen, Gelsenkirchen
- 1960: Atelier Ausstellung Heinrich Schlief Osthofenstraße, Soest
- 1961: Hellweg-Museum, Unna
- 1963: Café Aecker Brüderstraße, Soest
- 1974: Saal des Hotels Wilder Mann, Soest
- 1977: Galerie Bernd Clasing, Münster
- 1982: Saal des Meiningser Gasthauses, Soest-Meiningsen
- 2001: Galerie Kessler, Münster
- 2004: Eröffnung der Galerie Schlief Osthofenstraße, Soest
- 2009: Ministerium für Schule und Weiterbildung, Soest
- 2009: haus nordhelle, Evangelische Tagungsstätte, Meinerzhagen
- 2014: Galerie van Almsick, Epe (Westfalen)[2]
- 2015: Torhaus-Galerie, Münster  (Retrospektive: Gemälde, Grafiken, Zeichnungen)
- 2016: Galerie van Almsick, Gronau-Epe
- 2016: Burg Lüdinghausen
- 2018: Stadtmuseum Bocholt: Heinrich Schlief: „Farbmusik“
- 2018. Galerie van Almsick, Gronau-Epe

### Ausstellungsbeteiligungen
- 1922: Große westfälische Kunstausstellung, Gelsenkirchen
- 1923: Große westfälische Kunstausstellung, Soest und Meschede
- 1998: „Kunstszene Soest“, Galerie Pallas Verlag, Welver-Dinker